# Ishmael Avui
Ishmael Mali Avui, né en 1963, est un homme politique salomonais.

## Biographie
Après des études à l'université du Pacifique sud à Suva, à l'université de Manchester, et à l'université Monash à Melbourne, il travaille dans la haute administration publique des Îles Salomon.
Il entre au Parlement national aux élections législatives de 2014 comme député de Guadalcanal centre-est avec l'étiquette du Parti démocrate uni (PDU), battant le député sortant Joseph Onika,. Il est alors nommé ministre de la Justice dans le gouvernement de coalition de Manasseh Sogavare. En octobre 2015 le PDU quitte la coalition, invoquant des désaccords quant à la manière dont le Premier ministre exerce son autorité, et Ishmael Avui démissionne donc du gouvernement,. Après la démission de Manasseh Sogavare en novembre 2017, Ishmael Avui est le ministre de l'Unité nationale, de la Paix et de la Réconciliation dans le gouvernement de Rick Houenipwela de novembre 2017 à juillet 2018 ; il a ainsi la responsabilité ministérielle pour la poursuite du processus de réconciliation nationale qui fait suite aux conflits inter-ethniques de la fin des années 1990 et du début des années 2000. En juillet 2018, le Premier ministre Houenipwela le transfère au poste de ministre de l'Intérieur.
Conservant son siège de député aux élections législatives de 2019, cette fois comme membre du parti Kadere, il est nommé ministre de la Sylviculture dans le nouveau gouvernement de Manasseh Sogavare. En avril 2020, lors d'un remaniement ministériel, il est fait ministre des Terres, du Logement et du Cadastre, succédant à William Marau. En octobre 2023, un enregistrement audio rendu public révèle qu'il a menacé physiquement le président de la Commission foncière pour tenter d'obtenir illégalement le don d'un logement et de terres pour un ami. Le chef de l'opposition parlementaire Matthew Wale demande sa démission, mais le Premier ministre Sogavare lui maintient sa confiance.